# 콘위 자치시

콘위 자치시

콘위 자치시(Conwy)는 웨일스 북부에 위치한 주급 자치시로 행정 중심지는 콘위이며 면적은 1,130km2, 인구는 115,200명(2011년 기준), 인구 밀도는 98명/km2이다.